# 120 mm Mörsergranate KM-8 Gran
Bei der KM-8 Gran handelt es sich um ein lasergelenktes Waffensystem für 120-mm-Mörser.

## Entwicklung
Die Systementwicklung beim russischen Hersteller KBP in Tula begann Anfang der 1990er-Jahre. Das System wurde im Jahr 2000 testweise bei den russischen Streitkräften eingeführt. Eine Serienproduktion kam nicht zustande.

## Technik
Das System besteht neben einem frei wählbaren 120-mm-Mörser aus der Granate, einer Treibladung und dem Malachit-Feuerleitsystem. Dieses kann an die Laser-Zielbeleuchter vom Typ 1D20, 1D22 oder 1D26 angeschlossen werden.
Die 5,3 kg schwere Treibladung treibt die Granate aus dem Mörserrohr. Unmittelbar nach dem Verlassen des Rohres entfalten sich die Stabilisierungs- und Lenkflügel. Die Granate folgt nun einer ballistischen Flugbahn. Beim Zielanflug steuert sie automatisch zu dem durch einen Laser markierten Zielpunkt. Das Ziel muss durch einen vorgeschobenen Artilleriebeobachter für 5 bis 15 Sekunden kontinuierlich mit einem Laser beleuchtet (markiert) werden. Durch die Nutzung verschiedener Laserfrequenzen können mehrere Laser-Designatoren gleichzeitig mehrere Ziele markieren.